# Diatrypa univittata
Diatrypa univittata är en insektsart som beskrevs av Morgan Hebard 1928. Diatrypa univittata ingår i släktet Diatrypa och familjen syrsor. Inga underarter finns listade i Catalogue of Life.